# Золотий трикутник (геометрія)

Золотий трикутник. Співвідношення a / b — це золотий перетин φ. Кут між бічними сторонами трикутника дорівнює. Кути при основі дорівнюють 72 ° кожен.

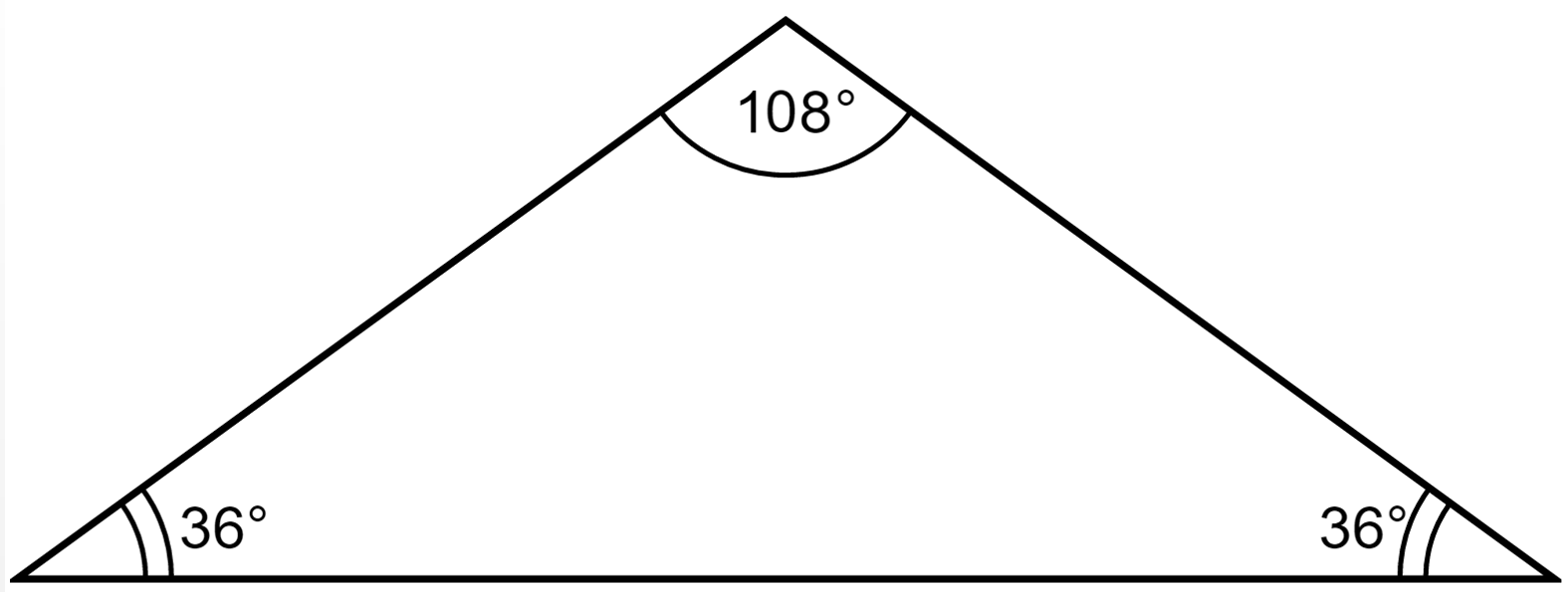
Золотий гномон.

Золотий трикутник — рівнобедрений трикутник, у якому бічні сторони знаходиться у золотому перетині {\displaystyle \varphi } до основи:
{\displaystyle {a \over b}=\varphi ={1+{\sqrt {5}} \over 2}\approx 1.618~034~.}

## Кути
- Кут при вершині[2] дорівнює

{\displaystyle \theta =2\arcsin {b \over 2a}=2\arcsin {1 \over 2\varphi }=2\arcsin {{{\sqrt {5}}-1} \over 4}={\pi  \over 5}~{\text{rad}}=36^{\circ }.}
Отже, золотий трикутник — рівнобедрений трикутник з гострим кутом при вершині.
- Оскільки кути трикутника складають {\displaystyle \pi ~{\text{rad}}}, кожен з базових кутів (CBX і CXB) дорівнює:

{\displaystyle \beta ={{\pi -{\pi  \over 5}} \over 2}={2\pi  \over 5}~{\text{rad}}=72^{\circ }.}
Примітка:
{\displaystyle \beta =\arccos {{{\sqrt {5}}-1} \over 4}={2\pi  \over 5}~{\text{rad}}=72^{\circ }.}
- Золотий трикутник однозначно визначений як єдиний трикутник, який має три кути у пропорціях 1: 2: 2 (36 °, 72 °, 72 °).[3]

## В інших геометричних фігурах
- Золоті трикутники можна знайти у вершинах правильних пентаграм .
- Золоті трикутники також можна знайти в правильному десятикутнику, рівносторонньому десятигранному багатокутнику, з'єднавши будь-які дві сусідні вершини з центром. Це тому, що: 180 (10-2) / 10 = 144 ° — це внутрішній кут, а поділивши його, маємо: 144/2 = 72 °.[1]
- Також золоті трикутники зустрічаються в розгортках кількох зірок додекаедрів та ікосаедрів .

## Логарифмічна спіраль

Золоті трикутники, вписані в логарифмічну спіраль

Золотий трикутник використовується для формування деяких точок логарифмічної спіралі . Поділивши один із кутів при основі навпіл, з'являється нова точка, яка, у свою чергу, утворює ще один золотий трикутник. Процес поділу можна продовжувати безліч разів, створюючи нескінченну кількість золотих трикутників. Через вершини можна провести логарифмічну спіраль. Ця спіраль також відома як рівнокутна спіраль, термін, який ввів Рене Декарт . «Якщо від полюса до будь-якої точки кривої проведена пряма лінія, вона перетне криву завжди під одним і тим самим кутом», отже, рівнокутна .

## Золотий гномон

Золотий трикутник, розділений на трикутники Робінсона: золотий трикутник і золотий гномон.

Звичайна пентаграма. Кожен кут — це золотий трикутник. Фігура також містить п'ять «великих» золотих гномонів, утворених шляхом приєднання до центрального п'ятикутника двох несуміжних кутів. Побудувавши п'ять сторін «великого» п'ятикутника навколо пентаграми, утворимо п'ять «малих» золотих гномонів.

З золотим трикутником тісно пов'язаний золотий гномон, це рівнобедрений трикутник, у якому відношення довжин рівних сторін до довжини основи є оберненим {\displaystyle {1 \over \varphi }} до золотого перерізу {\displaystyle \varphi } .
« У золотому трикутник відношення довжини основи до довжини сторони, дорівнює золотому перерізу φ, тоді як у золотому гномоні відношення довжини сторони до довжини основи, дорівнює золотому перерізу φ.»
{\displaystyle {a' \over b'}={1 \over \varphi }={{{\sqrt {5}}-1} \over 2}\approx 0.618034.}

## Кути
(Відстані AX і CX дорівнюють a '= a = φ, а відстань AC дорівнює b' = φ², як видно на малюнку.)
- Кут при вершині AXC дорівнює:

{\displaystyle \theta '=2\arcsin {b' \over {2a'}}={\biggl (}2\arcsin {{\varphi ^{2}} \over {2\varphi }}{\biggr )}=2\arcsin {\varphi  \over 2}=2\arcsin {{1+{\sqrt {5}}} \over 4}={3\pi  \over 5}~rad=108^{\circ }.}
Звідси золотий гномон — тупий (рівнобедрений) трикутник.
{\displaystyle (} Примітка: {\displaystyle \theta '=\arccos {{1-{\sqrt {5}}} \over 4}={3\pi  \over 5}~rad=108^{\circ }.)}
- Оскільки кути трикутника AXC складають {\displaystyle \pi ~rad}, кожен з кутів при основі CAX і ACX дорівнює:

{\displaystyle \beta '=\theta ={\pi -{3\pi  \over 5} \over 2}={\pi  \over 5}~rad=36^{\circ }.}
Примітка:
{\displaystyle \beta '=\theta =\arccos {{1+{\sqrt {5}}} \over 4}={\pi  \over 5}~rad=36^{\circ }.}
- Золотий гномон однозначно ідентифікується як трикутник, що має три кути у пропорціях 1: 1: 3 (36 °, 36 °, 108 °). Кути при основі його дорівнюють 36 °, що відповідає вершині золотого трикутника.

## Бісекція
- Поділивши один з кутів при основі на 2 рівні кути, золотий трикутник можна розділити на золотий трикутник та золотий гномон.
- Поділивши його кут при вершині на 2 кути (один вдвічі більший за інший), золотий гномон може бути поділений на золоті трикутники та золотий гномон.
- Золотий гномон і золотий трикутник з спільною стороною, також називають тупим і гострим трикутниками Робінсона.[3]

## Мозаїка Пенроуза
- Ці рівнобедрені трикутники також можна використовувати для виготовлення мозаїки Пенроуза. Плитки Пенроуза утворюються з «зміїв» та «дротиків». Змії утворюються з двох золотих трикутників, а дротик — з двох гномонів.

Плитки в мозаїці Пенроуза

Сім можливих типів вершин в мозаїці Пенроуза типу P2